# Again (EP)
Again é o quinto mini-álbum (oitavo mini-álbum incluindo as versões reeditadas) do girl group sul-coreano T-ara, que foi lançado em 10 de outubro de 2013, através da Core Contents Media. Este é o primeiro álbum lançado após a saída de Areum, a oitava integrante. Foi também a primeira vez desde a sua estreia que o grupo lançou um álbum com a formação original de seis integrantes.

## Antecedentes
Em 15 de setembro, a Core Contents Media revelou que T-ara estaria fazendo seu comeback em 10 de outubro de 2013.
Em 6 de outubro, T-ara decidiu lançar duas faixas-título para as promoções deste mini-álbum. Em vez de apenas "Number Nine", T-ara também escolheu para promover a canção de ritmo médio "I Know the Feeling". "I Know the Feeling" é uma canção triste, com uma melodia viciante e letras sinceras. Tanto o videoclipe de "Number Nine", como de "I Know the Feeling", foram lançados em 10 de outubro, juntamente com o lançamento digital do álbum.
Imediatamente após o lançamento, "Number Nine" alcançou o primeiro lugar em várias paradas musicais em tempo real.

## Lista de faixas
| Lista de faixas |                                                    |                                 |                                              |         |  |
| N.º             | Título                                             | Letras                          | Música                                       | Duração |  |
| 1.              | "Number Nine (No.9)" (넘버나인)                    | Shinsadong Tiger, Choi Gyu Sung | Shinsadong Tiger, Choi Gyu Sung              | 3:49    |  |
| 2.              | "I Know the Feeling" (느낌 아니까; Neukkim anikka) | Baek Hyun Jung, Baek Deok Sang  | Baek Hyun Jung, Baek Deok Sang, Ham Eun Jung | 3:20    |  |
| 3.              | "Hurt" (아파; Apa)                                 | Kim Hee Sun                     | Baek Deok Sang                               | 3:24    |  |
| 4.              | "Don't Get Married" (결혼 하지마; Gyeolhon hajima) | Duble Sidekick                  | Duble Sidekick                               | 3:42    |  |
| 5.              | "Number Nine (No.9) (Club Ver.)" (넘버나인)        | Shinsadong Tiger, Choi Gyu Sung | Shinsadong Tiger, Choi Gyu Sung              | 3:46    |  |
| 6.              | "Again 1977"                                       |                                 |                                              |         |  |

## Desempenho nas paradas
| Parada                   | Melhor posição |
| ------------------------ | -------------- |
| Gaon Weekly Album Chart  |                |
| Gaon Monthly Album Chart |                |
| Gaon Yearly Album Chart  |                |

### Vendas e certificações
| Tabela (2013)       | Quantidade |
| ------------------- | ---------- |
| Gaon vendas físicas |            |

## Histórico de lançamento
| País          | Data                  | Formato          | Gravadora                    |
| Mundial       | 10 de outubro de 2013 | Download digital | Core Contents Media KT Music |
| Coreia do Sul | 16 de outubro de 2013 | CD               | Core Contents Media KT Music |
| ------------- | --------------------- | ---------------- | ---------------------------- |